# کاراثا، استرالیا غربی
کاراثا (به انگلیسی: Karratha) یک شهرک در استرالیا است که در استرالیای غربی واقع شده‌است.